# Ottmar Ette
Ottmar Ette (* 14. Dezember 1956 in Zell am Harmersbach, Schwarzwald) ist ein deutscher Romanist, Literaturwissenschaftler und Schriftsteller. Er hat seit 1995 den Lehrstuhl für Romanische Literaturwissenschaft an der Universität Potsdam inne.

## Leben
Ottmar Ette studierte Romanistik und Geographie an der Albert-Ludwigs-Universität Freiburg und an der Universidad Complutense de Madrid, in Freiburg wurde er 1990 mit einer Arbeit über José Martí promoviert. Er habilitierte sich 1995 an der Katholischen Universität Eichstätt-Ingolstadt mit einer Schrift über Roland Barthes und erhielt die Venia legendi für Romanische Literaturen sowie Allgemeine und Vergleichende Literaturwissenschaft. Im selben Jahr wurde er auf den Lehrstuhl für Romanische Literaturwissenschaft an der Universität Potsdam berufen. Ette hatte mehrfach Gastdozenturen in verschiedenen Ländern Lateinamerikas, Europas sowie in den USA und versteht Romanistik als interkulturell vermittelnde und transdisziplinär agierende Wissenschaft.
2014 wurde Ottmar Ette zum Honorary Member der Modern Language Association of America (MLA) gewählt, seit 2013 ist er Ordentliches Mitglied der Geisteswissenschaftlichen Klasse der Berlin-Brandenburgischen Akademie der Wissenschaften, 2015 erfolgte die Zuwahl in die Leibniz-Sozietät der Wissenschaften zu Berlin. Im Jahr 2010 wurde er Mitglied der Academia Europaea sowie u. a. Honorary Fellow am Institute of Modern Languages Research der School of Advanced Study der University of London.
Von 2004 bis 2005 war er Fellow am Wissenschaftskolleg zu Berlin. Von April 2010 bis Juli 2010 war er Fellow am FRIAS (Freiburg Institute for Advanced Studies). Er ist Mitbegründer des ForLaBB (Forschungsverbund Lateinamerika Berlin-Brandenburg).
Außerdem ist er Begründer und Mitherausgeber der elektronischen Zeitschrift HiN – Alexander von Humboldt im Netz (ISSN 1617-5239) und der Humboldt-Plattform avhumboldt.de – Humboldt Informationen online, sowie Mitherausgeber der Zeitschrift Iberoamericana (Madrid – Frankfurt am Main). Seit 2009 ist er ebenfalls Mitherausgeber der elektronischen Zeitschrift Istmo (Revista virtual de estudios literarios y culturales centroamericanos, ISSN 1535-2315).

## Forschung
Im Zentrum seiner Forschung und Lehre stehen folgende Schwerpunkte: Alexander von Humboldt, Literaturwissenschaft als Lebenswissenschaft, Konvivenz, TransArea Studies: Poetiken der Bewegung und Literaturen der Frankophonie und Hispanophonie (in und außerhalb Europas). Zum Forschungsprofil TransArea Studies gibt es seit Dezember 2011 eine eigene Internet-Plattform (POINTS – Potsdam International Network for TransArea Studies).
Ette ist Leiter des BMBF-Forschungsprojektes zu Alexander von Humboldt Amerikanische Reisetagebücher: Genealogie, Chronologie und Epistemologie (2014–2017) sowie seit 2015 Leiter des Langzeitprojekts Alexander von Humboldt auf Reisen – Wissenschaft aus der Bewegung der Berlin-Brandenburgischen Akademie der Wissenschaften, dessen geplante Laufzeit 18 Jahre beträgt.
Er ist Mitantragssteller der DFG-Graduiertenkollegs „Sichtbarkeit und Sichtbarmachung“ (seit 2011), „Zwischen Räumen“ (Internationales DFG-Kolleg mit Mexiko seit 2009) sowie „lebensformen + lebenswissen“ (seit 2006). Zudem ist er Mitbegründer des Forschungsverbundes Lateinamerika Berlin-Brandenburg (ForLaBB).
Seine Tätigkeit als Herausgeber umfasst die Buchreihe mimesis – Romanische Literaturen der Welt, POINTE – Potsdamer Inter- und Transkulturelle Texte, als Begründer und Mitherausgeber die viersprachige elektronische Zeitschrift HiN – Alexander von Humboldt im Netz, die Humboldt-Plattform avhumboldt.de sowie die Zeitschriften Iberoamericana (Madrid – Frankfurt am Main) und Istmo (Revista virtual de estudios literarios y culturales centroamericanos). Seit 2011 leitet er POINTS – Potsdam International Network for TransArea Studies.

## Wirkung
Mit der von Ottmar Ette verfassten Programmschrift „Literaturwissenschaft als Lebenswissenschaft – Eine Programmschrift im Jahr der Geisteswissenschaften“ wurde eine Diskussion entfacht, die weit über geistes- und kulturwissenschaftliche Kreise hinausging. Ihrer Veröffentlichung folgten in den nächsten Ausgaben der Vierteljahreszeitschrift drei weitere Dossiers, ferner zahlreiche Veranstaltungen und Rezensionen, unter anderem in Die Zeit. Alle Diskussionsbeiträge zeigten, dass es in diesen Heften um Grundfragen von Literatur und Lebenswissen, von Literaturwissenschaft und Lebenswissenschaft und damit um hochaktuelle Probleme der philologischen Grundlagenforschung geht. Seit 2017 ist Ette Jurymitglied des Voltaire-Preises.

## Fiktion
Ottmar Ette hat 2023 seinen Debütroman Zwei deutsche Leben vorgelegt. Er verbindet darin erstmals die Forschung an Wissenschaftlerbiographien mit dem fiktionalen Schreiben, wobei eine Mischung aus historischem Roman und Thriller entsteht. Im Folgejahr erschien der Roman Mein Name sei Amo, der sich mit Anton Wilhelm Amo, dem ersten schwarzen Philosophen im deutschsprachigen Raum in der ersten Hälfte des 18. Jahrhunderts, beschäftigt. Ette verbindet hier Züge des historischen Romans mit dem französischen Conte philosophique im Stile Voltaires.

## Auszeichnungen und Preise
Für das Manuskript seiner neuen Edition von Alexander von Humboldt: Reise in die Äquinoktial-Gegenden (Hrsg., 2 Bde. Insel 1991) wurde Ottmar Ette 1987 der Heinz-Maier-Leibnitz-Preis verliehen, für José Martí (Niemeyer 1991, Übers. México: UNAM 1995) 1991 der Nachwuchswissenschaftler-Preis für Romanische Literaturwissenschaft der Universität Freiburg, Roland Barthes – Eine intellektuelle Biographie (Suhrkamp 1998) wurde 2001 mit dem Hugo-Friedrich- und Erich Köhler-Forschungspreis ausgezeichnet.
Ottmar Ette ist seit 2012 Chevalier des französischen Ordre des Palmes Académiques und seit 2010 ordentliches Mitglied der Academia Europaea. 2013 wurde er in die Berlin-Brandenburgische Akademie der Wissenschaften gewählt. 2014 wurde Ottmar Ette zum Honorary Member der Modern Language Association of America gewählt. 2014 erhielt er den mexikanischen Wissenschaftspreis „Escuela Nacional de Altos Estudios“ der Universidad Nacional Autónoma de México. 2015 wurde er zum Mitglied der Gelehrtengesellschaft Leibniz-Sozietät der Wissenschaften zu Berlin gewählt.

## Ausgewählte Schriften

### Romane
- Zwei deutsche Leben. Kadmos, Berlin 2023, ISBN 978-3-86599-557-5.
- Mein Name sei Amo. Kadmos, Berlin 2024, ISBN 978-3-86599-585-8.

### Monographien (Auswahl)
- José Martí. Niemeyer 1991. (Übersetzung: UNAM, Mexiko 1995).
- Roland Barthes. Suhrkamp, Frankfurt am Main 1998.
- Literatur in Bewegung. Velbrück Wissenschaft 2001. (Übersetzungen: Literature on the move. New York, Amsterdam: Rodopi, Amsterdam 2003; Literatura en movimiento. Madrid: CSIC 2008)
- Weltbewusstsein. Alexander von Humboldt und das unvollendete Projekt einer anderen Moderne. Velbrück Wissenschaft, 2002
- ÜberLebenswissen. Die Aufgabe der Philologie. Kadmos, Berlin 2004.
- ZwischenWeltenSchreiben. Literaturen ohne festen Wohnsitz (ÜberLebenswissen II). Kadmos, Berlin 2005.
- Alexander von Humboldt und die Globalisierung. Insel, Frankfurt am Main 2009.
- Del macrocosmos al microrrelato. Literatura y creación – nuevas perspectivas transareales. F&G Editores, Guatemala 2009.
- ZusammenLebensWissen. List, Last und Lust literarischer Konvivenz im globalen Maßstab (ÜberLebenswissen III). Kadmos, Berlin 2010.
- LebensZeichen. Roland Barthes zur Einführung. Junius Hamburg 2011.
- Konvivenz. Literatur und Leben nach dem Paradies. Kadmos, Berlin 2012.
- TransArea. Eine literarische Globalisierungsgeschichte. De Gruyter, Berlin/Boston 2012.
- Viellogische Philologie. Die Literaturen der Welt und das Beispiel einer transarealen peruanischen Literatur. Walter Frey, Berlin 2013.
- Roland Barthes: Landschaften der Theorie. Konstanz University Press, Paderborn 2013.
- Anton Wilhelm Amo: Philosophieren ohne festen Wohnsitz. Kadmos, Berlin 2014.
- Der Fall Jauss: Wege des Verstehens in eine Zukunft der Philologie. Kadmos, Berlin 2016, ISBN 978-3-86599-327-4.
- WeltFraktale. Wege durch die Literaturen der Welt. J.B. Metzler, Stuttgart 2017.
- Filología polilógica. Las literaturas del mundo y el ejemplo de una literatura peruana transareal. Editorial Universidad de Granada, Granada 2017.
- El caso Jauss. Caminos de la comprensión hacia un futuro de la filología. Almadía México D.F. 2018.
- EscreverEntreMundos. Literaturas sem morada fixa (SaberSobreViver II). Übersetzt von Rosani Umbach, Dionei Mathias & Teruco Arimoto Spengler. Editora UFPR (Série pesquisa, 347), Curitiba 2018.
- Alexander von Humboldt y la globalización. El saber en movimiento. Übersetzt von Johanna Malcher. El Colegio de México, México 2019.
- O Caso Jauss. A compreensão a caminho de um futuro para a filologia. Übersetzt von Giovanna Chaves. Herausgegeben von Regina Zilberman. Editora Caminhos, Goiânia 2019.
- Alexander von Humboldt: la aventura del saber. Nuevos ensayos humboldtianos a 250 años de su nacimiento. F&G Editores, Guatemala 2019.
- Mobile Preußen. Ansichten jenseits des Nationalen. J.B. Metzler, Stuttgart 2019.
- TransArea. Une histoire littéraire de la mondialisation. Übersetzt von Chloé Chaudet. Vorwort von Jean-Marc Moura. Classiques Garnier (Collection « Bibliothèques francophones  » #8), Paris 2019.
- Alexander von Humboldt und die Globalisierung. Das Mobile des Wissens. Suhrkamp (suhrkamp taschenbuch, 4967), Berlin 2019.
- L’Affaire Jauss. Les Chemins de la compréhension vers un avenir de la philologie. Übersetzt von Robert Kahn. Presses universitaires de Rouen et du Havre, Mont-Saint-Aignan 2019.
- TransArea. Une histoire littéraire de la mondialisation. Übersetzt von Chloé Chaudet. Vorwort von Jean-Marc Moura. Classiques Garnier (Collection « Bibliothèques francophones » #8), Paris 2019.
- ReiseSchreiben. Potsdamer Vorlesungen zur Reiseliteratur. Walter de Gruyter, Berlin/Boston 2020.
- LiebeLesen. Potsdamer Vorlesungen zu einem großen Gefühl und dessen Aneignung. Walter de Gruyter, Berlin/Boston 2020 (mit 121 Abbildungen).
- Von den historischen Avantgarden bis nach der Postmoderne. Potsdamer Vorlesungen zu den Hauptwerken der Romanischen Literaturen des 20. und 21. Jahrhunderts. Walter de Gruyter, Berlin/Boston 2021.
- Romantik zwischen zwei Welten. Potsdamer Vorlesungen zu den Hauptwerken der Romanischen Literaturen des 19. Jahrhunderts. Walter De Gruyter, Berlin//Boston 2021.
- Literatures of the World. Beyond World Literature. Brill, Leiden 2021.
- Mobile Prussia. Views Beyond the National. Palgrave Macmillan / Springer Nature, Berlin 2021.
- Aufklärung zwischen zwei Welten. Potsdamer Vorlesungen zu den Hauptwerken der romanischen Literaturen des 18. Jahrhunderts. Walter De Gruyter, Berlin/Boston 2022.

### Sammelbände (Auswahl)
- Ansichten Amerikas. (Mit W. Bernecker) 2001.
- Kuba heute. Politik, Wissenschaft und Kultur. (Mit M. Franzbach) 2001.
- Max Aub – André Malraux. (Mit J. Jurt & M. Figueras) 2005.
- Intellektuelle Redlichkeit – Intégrité intellectuelle. Festschrift für Joseph Jurt. (Mit M. Einfalt, U. Erzgräber & F. Sick) 2005.
- Grenzen der Macht – Macht der Grenzen. (Mit M. Braig & D. Ingenschay, G. Maihold) 2005.
- ArabAmericas. Literary Entanglements of the American Hemisphere and the Arab World. (Mit F. Pannewick). 2006.
- Die Schweiz ist Klang. (Mit Joseph Jurt & Yvette Sánchez) 2007.
- Caribbean(s) on the Move: Archipiélagos literarios del Caribe. 2008.
- Nanophilologie. Literarische Kurz- und Kürzestformen in der Romania. 2008.
- EuropAmerikas. Transatlantische Beziehungen. (Mit D. Ingenschay & G. Maihold) 2008.
- Humboldt und Hispanoamerika. Vergangenheit, Gegenwart und Zukunft. / Humboldt e Hispano-América. Pasado, presente y futuro. Band 1, HiN – Alexander von Humboldt im Netz. (Mit F. Holl & E. Knobloch) 2009.
- Literaturwissenschaft als Lebenswissenschaft. Programm – Projekte – Perspektiven. (Mit W. Asholt) 2010.
- Trans*Chile. Cultura – Historia – Itinerarios – Literatura – Educación. Un acercamiento transareal. (Mit H. Nitschack) 2010.
- Humboldt und Hispanoamerika. Vergangenheit, Gegenwart und Zukunft. / Humboldt e Hispano-América. Pasado, presente y futuro. Band 2, HiN – Alexander von Humboldt im Netz. (Mit F. Holl & E. Knobloch) 2010.
- Caleidoscopios coloniales. Transferencias culturales en el Caribe del siglo XIX / Kaléidoscopes coloniaux. Transferts culturels dans les Caraïbes au XIXe siècle. (Mit Gesine Müller) 2010.
- Trans(it)Areas. Convivencias en Centroamérica y el Caribe. Un simposio transareal. (Mit W. Mackenbach, G. Müller & A. Ortiz Wallner) 2011.
- Wissensformen und Wissensnormen des ZusammenLebens. Literatur – Kultur – Geschichte – Medien. 2012.
- El Caribe como paradigma. Convivencias y coincidencias históricas, culturales y estéticas. Un simposio transareal. (Mit A. Kraume, W. Mackenbach & G. Müller) 2012.
- Alexander von Humboldt and the Americas. (Mit V. M. Kutzinski & L. Dassow Walls) 2012.
- Worldwide. Archipels de la mondialisation / Archipiélagos de la globalización. A TransArea Symposium. (Mit G. Müller) 2012.
- Wort Macht Stamm. Rassismus und Determinismus in der Philologie (18./19. Jh.). (Unter Mitarbeit von Philipp Krämer & Markus A. Lenz, mit M. Messling) 2013.
- LebensMittel. Essen und Trinken in den Künsten und Kulturen. (mit Y. Sánchez & V. Sellier) 2013.
- TransPacífico. Conexiones y convivencias en AsiAméricas. Un simposio transareal. (Mit W. Mackenbach & H. Nitschack, 2013).
- Imaginarios del miedo. Estudios desde la historia. (Mit C. Naranjo Orovio & I. Montero) 2013.
- Unfälle der Sprache. Literarische und philologische Erkundungen der Katastrophe. (Mit J. Kasper, 2014).
- Nach der Hybridität. Zukünfte der Kulturtheorie. (Mit U. Wirth) 2014.
- Paisajes vitales. Conflictos, catástrofes y convivencias en Centroamérica y el Caribe. (Mit G. Müller) 2014.
- Horizonte der Humboldt-Forschung. Natur, Kultur, Schreiben. (Mit J. Drews) 2016.
- New Orleans and the Global South. Caribbean, Creolization, Carnival. (Mit G. Müller) 2017.
- Forster – Humboldt – Chamisso. Weltreisende im Spannungsfeld der Kulturen. (Mit J. Drews, T. Kraft, B. Schneider-Kempf & J. Weber) 2017.
- Landschaften und Kartographien der Humboldt’schen Wissenschaft. (Mit J. Drews) 2017.
- Alexander von Humboldt-Handbuch. Leben – Werk – Wirkung. 2018.
- Kulturwissenschaftliche Konzepte der Transplantation. (mit U. Wirth, unter Mitarbeit von Carolin Haupt). Walter de Gruyter, Berlin/Boston 2019
- Alexander von Humboldt y América Latina. Dossier der Zeitschrift Iberoamericana. América Latina – España – Portugal XIX, 70 2019, pp. 7-130.
- Vivir lo breve. Nanofilología y Microformatos en las letras y culturas hispanas contemporáneas. (mit Y. Sánchez) Madrid 2020.
- Guimarães Rosa und Meyer-Clason. Literatur, Demokratie, ZusammenLebensWissen. (mit P. A. Soethe) Walter de Gruyter, Berlin/Boston 2020.
- Alexander von Humboldt. Die ganze Welt, der ganze Mensch. (mit B. Göbel & T. Kraft) Olms 2024.

### Texteditionen (Auswahl)
- Alexander von Humboldt, Reise in die Äquinoktial-Gegenden. (Hrsg., 2 Bände). Insel, Frankfurt am Main 1991. (Heinz-Maier-Leibnitz-Preis)
- José Enrique Rodó Ariel, 1994.
- Alexander von Humboldt. (Mit O. Lubrich). Die anderen Bibliothek (Kosmos), Berlin 2004, ISBN 978-3-8477-0014-2
- Alexander von Humboldt. Ansichten der Kordilleren und Monumente der eingeborenen Völker Amerikas. (Mit O. Lubrich) 2004.
- Alexander von Humboldt: Über einen Versuch, den Gipfel des Chimborazo zu besteigen. (Mit O. Lubrich) 2006.
- Alexander von Humboldt. Kritische Untersuchung zur historischen Entwicklung der geographischen Kenntnisse von der Neuen Welt und den Fortschritten der nautischen Astronomie im 15. und 16. Jahrhundert. 2009.
- Roland Barthes. Die Lust am Text. Aus dem Französischen von Ottmar Ette. Kommentar von Ottmar Ette. 2010.
- Alexander von Humboldt. Political Essay on the Island of Cuba. A Critical Edition. (Mit V. M. Kutzinski) 2011.
- Alexander von Humboldt. Views of the Cordilleras and Monuments of the Indigenous Peoples of the Americas. A Critical Edition. (Mit V. M. Kutzinski) 2012.
- Alexander von Humboldt. Bilder-Welten. Die Zeichnungen aus den Amerikanischen Reisetagebüchern. (Mit Julia Maier) 2018.
- Alexander von Humboldt. Das Buch der Begegnungen. Menschen – Kulturen. Geschichten aus den Amerikanischen Reisetagebüchern. (Herausgegeben, aus dem Französischen übersetzt und kommentiert von Ottmar Ette) 2018.
- Alexander von Humboldt. Auf dem Weg zum ökologischen Denken. Drei Texte. 2023.
- Alexander von Humboldt. Politischer Versuch über die Insel Kuba. (Mit V. M. Kutzinski und I. Schwarz) 2024.

### Interviews mit und von Ottmar Ette (Auswahl)
- Ette mit Ralph Ludwig: En guise d’introduction. Points de vue sur l’évolution de la littérature antillaise. Entretien avec les écrivains martiniquais Patrick Chamoiseau et Raphaël Confiant. In: Lendemains. Études compareés sur la France. Zeitschrift für vergleichende Frankreichforschung, 67 (17. Jg.). Hitzeroth, Marburg 1992, ISSN 0170-3803 S. 6–16
- Elke Durak: Humboldt war „kein Mann des wissenschaftlichen Elfenbeinturms“. In: Deutschlandfunk vom 6. Mai 2009, abgerufen am 31. Oktober 2013
- Marcus Engert: „Den Richtigen getroffen“ – Der Literaturnobelpreis 2010 geht an den Peruaner Mario Vargas Llosa. In: detektor.fm vom 7. Oktober 2010, abgerufen am 31. Oktober 2013
- Vivre dans une autre langue, une autre réalité. Entretien avec Amin Maalouf. Île d’Yeu, 15 septembre 2007. In: Wolfgang Asholt & Ottmar Ette, Hrsg.: Literaturwissenschaft als Lebenswissenschaft. Programm, Projekte, Perspektiven. Gunter Narr, Tübingen 2010, S. 247–263
- TransArea: Ottmar Ette über karibische Literaturen, fraktale Gärten und tropische Mikrokosmen. Video (12:23 Min.) auf Vimeo, hochgeladen im Januar 2013, abgerufen am 31. Oktober 2013
- Literatur – Weg aus geistigen Sackgassen. Interview in Märkische Allgemeine vom 13. Dezember 2016.[13]
- Was sind Tropismen der Macht?. Interview mit Patricia A. Gwozdz. Podcast „Virale Wissenschaft – Über die Grenzen verständlicher Forschung“ vom 10. Januar 2024.
- Anton Wilhelm Amo: Der erste Afro-Deutsche Philosoph. Interview mit Christian Moeller. Podcast „Sein und Streit“. In: Deutschlandfunk vom 29. September 2024.
- „Mein Name sei Amo“ – Ottmar Ette über die dunkle Seite der Aufklärung. Interview mit Harald Asel in der Sendung „Vergangenheit aus der Nähe betrachtet“. In rbb24 Inforadio vom 18. Dezember 2024.

### Besprechungen
- Wer erklärt den Menschen? von Thomas Assheuer, zeit.de lesen, 17. Juni 2010.